# Episodi di Route 66 (seconda stagione)
La seconda stagione della serie televisiva Route 66 è stata trasmessa in anteprima negli Stati Uniti d'America dalla CBS tra il 22 settembre 1961 e il 1º giugno 1962.
| nº | Titolo originale                       | Titolo italiano | Prima TV USA      | Prima TV Italia |
| -- | -------------------------------------- | --------------- | ----------------- | --------------- |
| 1  | A Month of Sundays                     |                 | 22 settembre 1961 |                 |
| 2  | Blue Murder                            |                 | 29 settembre 1961 |                 |
| 3  | Goodnight Sweet Blues                  |                 | 6 ottobre 1961    |                 |
| 4  | Birdcage on My Foot                    |                 | 13 ottobre 1961   |                 |
| 5  | First-Class Mouliak                    |                 | 20 ottobre 1961   |                 |
| 6  | Once to Every Man                      |                 | 27 ottobre 1961   |                 |
| 7  | The Mud Nest                           |                 | 10 novembre 1961  |                 |
| 8  | A Bridge Across Five Days              |                 | 17 novembre 1961  |                 |
| 9  | Mon Petit Chou                         |                 | 24 novembre 1961  |                 |
| 10 | Some of the People, Some of the Time   |                 | 1º dicembre 1961  |                 |
| 11 | The Thin White Line                    |                 | 8 dicembre 1961   |                 |
| 12 | ...And the Cat Jumped Over the Moon    |                 | 15 dicembre 1961  |                 |
| 13 | Burning for Burning                    |                 | 29 dicembre 1961  |                 |
| 14 | To Walk with the Serpent               |                 | 5 gennaio 1962    |                 |
| 15 | A Long Piece of Mischief               |                 | 19 gennaio 1962   |                 |
| 16 | 1800 Days to Justice                   |                 | 26 gennaio 1962   |                 |
| 17 | City of Wheels                         |                 | 2 febbraio 1962   |                 |
| 18 | How Much a Pound Is Albatross?         |                 | 9 febbraio 1962   |                 |
| 19 | Aren't You Surprised to See Me?        |                 | 16 febbraio 1962  |                 |
| 20 | You Never Had It So Good               |                 | 23 febbraio 1962  |                 |
| 21 | Shoulder the Sky, My Lad               |                 | 2 marzo 1962      |                 |
| 22 | Blues for the Left Foot                |                 | 9 marzo 1962      |                 |
| 23 | Go Read the River                      |                 | 16 marzo 1962     |                 |
| 24 | Even Stones Have Eyes                  |                 | 30 marzo 1962     |                 |
| 25 | Love Is a Skinny Kid                   |                 | 6 aprile 1962     |                 |
| 26 | Kiss the Maiden All Forlorn            |                 | 13 aprile 1962    |                 |
| 27 | Two on the House                       |                 | 20 aprile 1962    |                 |
| 28 | There I Am - There I Always Am         |                 | 4 maggio 1962     |                 |
| 29 | Between Hello and Goodbye              |                 | 11 maggio 1962    |                 |
| 30 | A Feat of Strength                     |                 | 18 maggio 1962    |                 |
| 31 | Hell Is Empty, All the Devils Are Here |                 | 25 maggio 1962    |                 |
| 32 | From an Enchantress Fleeing            |                 | 1º giugno 1962    |                 |